# Lubuklinggau
Lubuklinggau (även skrivet Lubuk Linggau) är en stad på sydvästra Sumatra i Indonesien. Den ligger i provinsen Sumatera Selatan och har cirka 230 000 invånare.

## Administrativ indelning
Staden är indelad i åtta distrikt (kecamatan).
| Namn                    | Yta (km²) | Invånare census 2010 | Invånare census 2020 |
| ----------------------- | --------- | -------------------- | -------------------- |
| Lubuklinggau Barat I    | 54,81     | 30 377               | 38 340               |
| Lubuklinggau Barat II   | 10,84     | 21 340               | 20 938               |
| Lubuklinggau Selatan I  | 85,15     | 13 905               | 16 012               |
| Lubuklinggau Selatan II | 37,26     | 26 447               | 33 242               |
| Lubuklinggau Timur I    | 13,90     | 30 685               | 34 290               |
| Lubuklinggau Timur II   | 10,12     | 30 935               | 33 023               |
| Lubuklinggau Utara I    | 152,30    | 15 313               | 17 907               |
| Lubuklinggau Utara II   | 37,11     | 32 306               | 40 414               |
| Total                   | 401,50    | 201 308              | 234 166              |